# Championnats d'Afrique de lutte 1969
Navigation
Édition suivante
Les Championnats d'Afrique de lutte 1969 se déroulent en juillet 1969 à Casablanca, au Maroc. Seules des épreuves masculines gréco-romaines sont disputées.

## Podiums
| Catégories | Or                        | Argent                  | Bronze                 |
| ---------- | ------------------------- | ----------------------- | ---------------------- |
| 48 kg      | Tahar Heykal (EGY)        | Habib Dlimi (TUN)       | Fatmi (MAR)            |
| 52 kg      | Salem Mounjid (EGY)       | Mohammed Karmous (MAR)  | Habib Chouachi (MAR)   |
| 57 kg      | Ibrahim Saed (EGY)        | Khalifa Karaouane (MAR) | Noureddin Majeri (MAR) |
| 62 kg      | Abdelmajid Touati (LBA)   | Farouk (EGY)            | Dinar (MAR)            |
| 68 kg      | Mohamed Gaber (EGY)       | Benmansour (MAR)        | Benghassa (LBA)        |
| 74 kg      | Abdennabi (EGY)           | Abdelkrim Hanine (MAR)  | Ahmed Siudani (TUN)    |
| 82 kg      | Mahmoud Farid (EGY)       | Hammami (TUN)           | Antar (MAR)            |
| 90 kg      | Ahmed Mahmoud Fouad (EGY) | R'Bai Allal (MAR)       | Mustapha Dridi (TUN)   |
| 100 kg     | Robert N'Diaye (SEN)      | Amimi (MAR)             | Khalfaoui (EGY)        |
| + 100 kg   | Amine (EGY)               | Ali Gharbi (TUN)        | Hamid Abdel (LBA)      |